# Schuhsohle

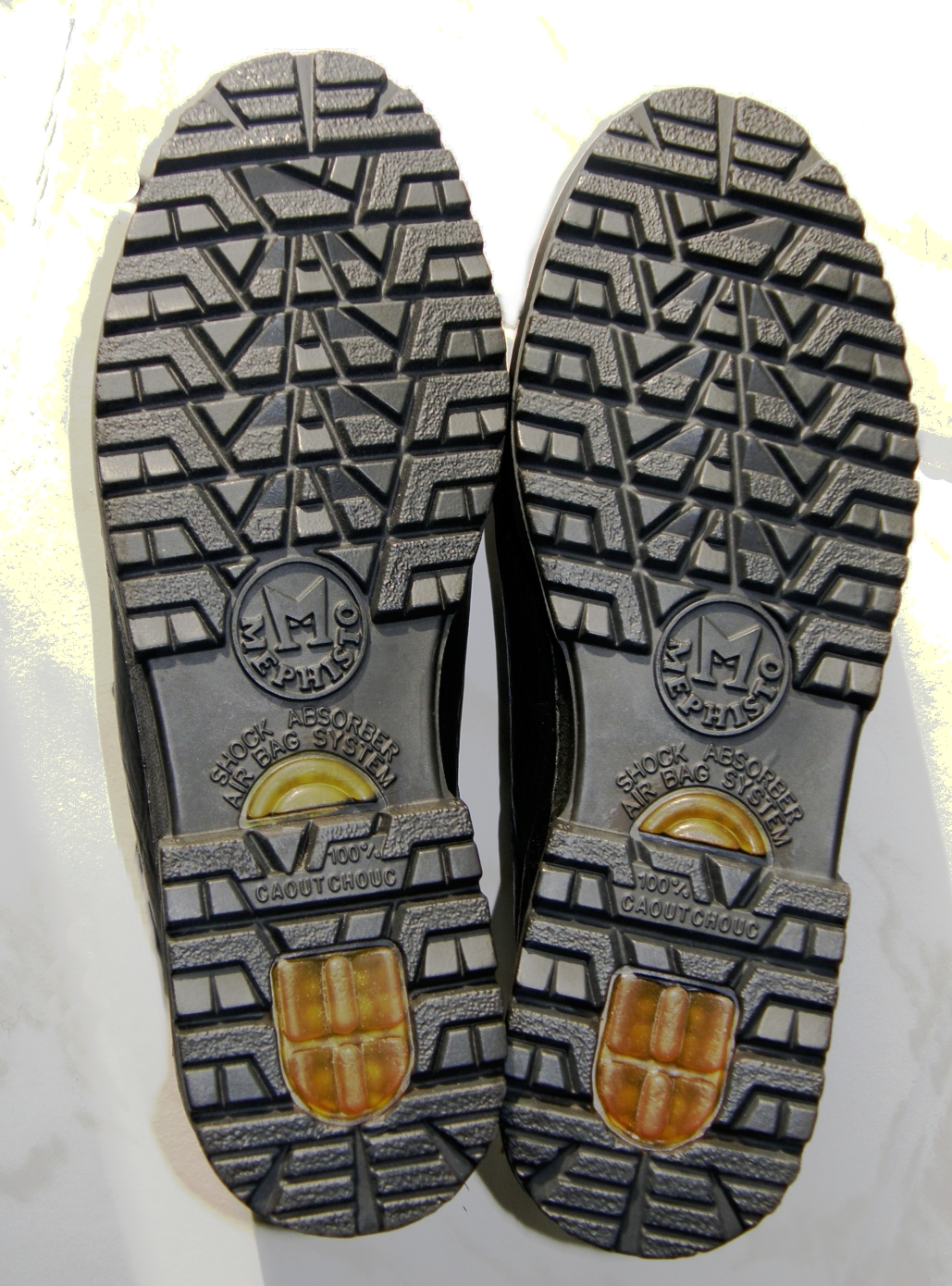
Profil einer neuen Schuhsohle

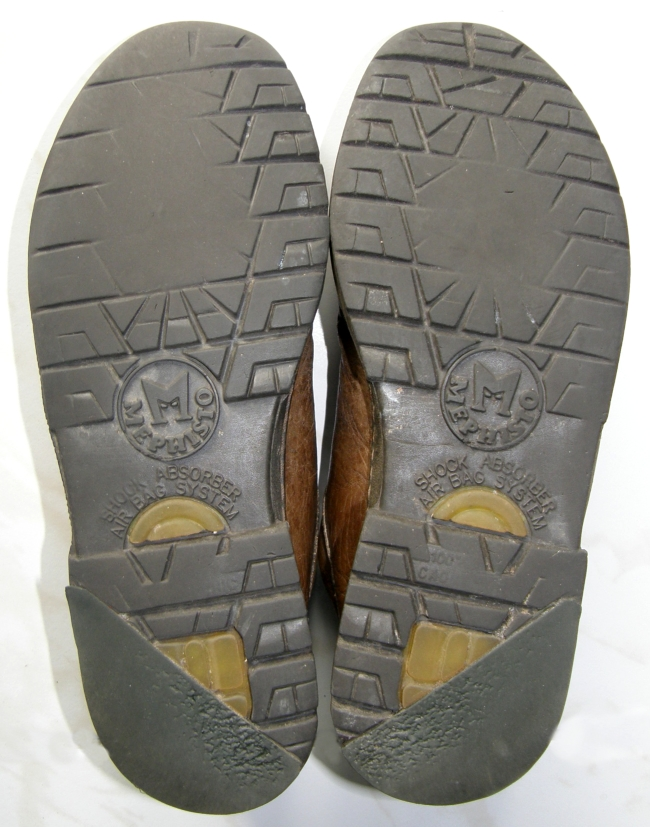
Abgelaufene Schuhsohlen mit Flicken im Fersenbereich

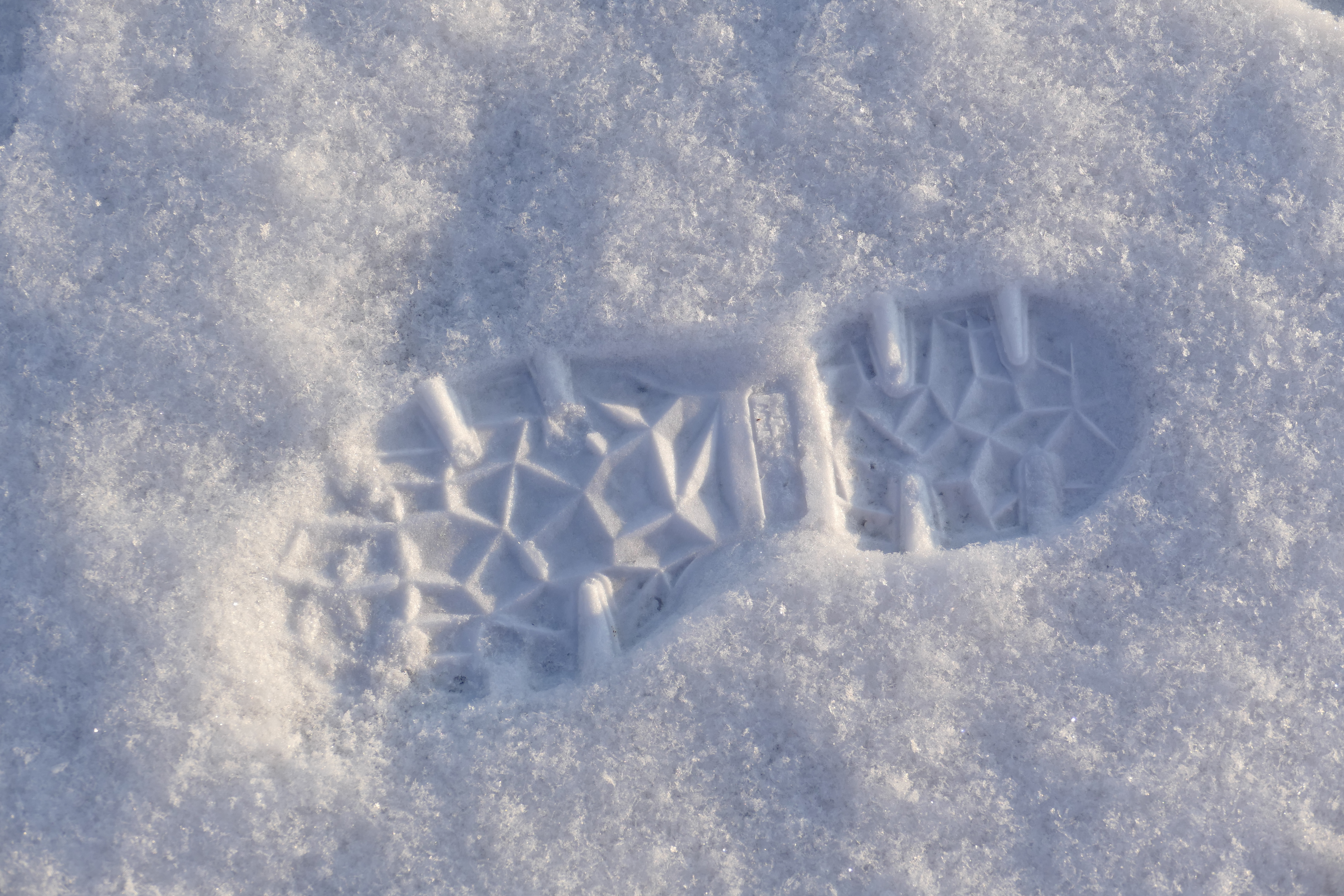
Abdruck einer Stiefelsohle mit einem Profil, das auf Rutschsicherheit ausgerichtet ist.

Die Schuhsohle ist die allgemeinsprachliche Bezeichnung für die Lauffläche eines Schuhs, also den unteren Teil des Schuhbodens, der sich in direktem Kontakt zum Untergrund befindet und den der Fachmann Laufsohle oder Außensohle nennt.
Im arabischen Raum gilt das Zeigen der Schuhsohle als Beleidigung.

## Bestandteile des Schuhbodens
Der Schuhboden (der Teil des Schuhs, der sich in Abgrenzung zum Schuhschaft unterhalb des Fußes befindet) kann aus mehreren Lagen/Schichten (= Sohlen) bestehen.
Eine mögliche und oft anzutreffende Aufteilung des Schuhbodens (vom Fuß in Richtung Untergrund) sähe wie folgt aus:
- Deck(brand)sohle oder Teildeck(brand)sohle (nur auf den hinteren Teil der Innensohle aufgeklebt)
- Brandsohle (Innensohle)
- Ausballung (Material zur Einebnung der Fläche, das zugleich als Dämpfung und Isolierung dient)
- Zwischensohle (eventuell mehrere Schichten/Zwischensohlen)
- Laufsohle (Außensohle)

Die Innensohle bezeichnet den Teil des Schuhbodens, der innerhalb des Schuhs liegt und direkt mit der Fußsohle in Berührung kommt (es sei denn, es befindet sich eine Deckbrandsohle darüber). Die Außensohle oder Laufsohle ist dementsprechend der äußere Teil des Schuhbodens, der mit dem Untergrund in Kontakt ist.
Eine Einlegesohle ist eine lose in den Schuh gelegte zusätzliche Innensohle. Einlegesohlen sind Hilfsmittel, die Mängel des Schuhs ausgleichen sollen (Fußschweiß aufsaugen, gegen Auskühlung isolieren, mechanische Dämpfung bieten, Größenausgleich und so weiter). Bei einer medizinischen Indikation kann eine Einlage (Fußbettung) auch der Gesundung des Fußes oder Schmerzlinderung dienen (orthopädische Einlage).

## Funktion und Material

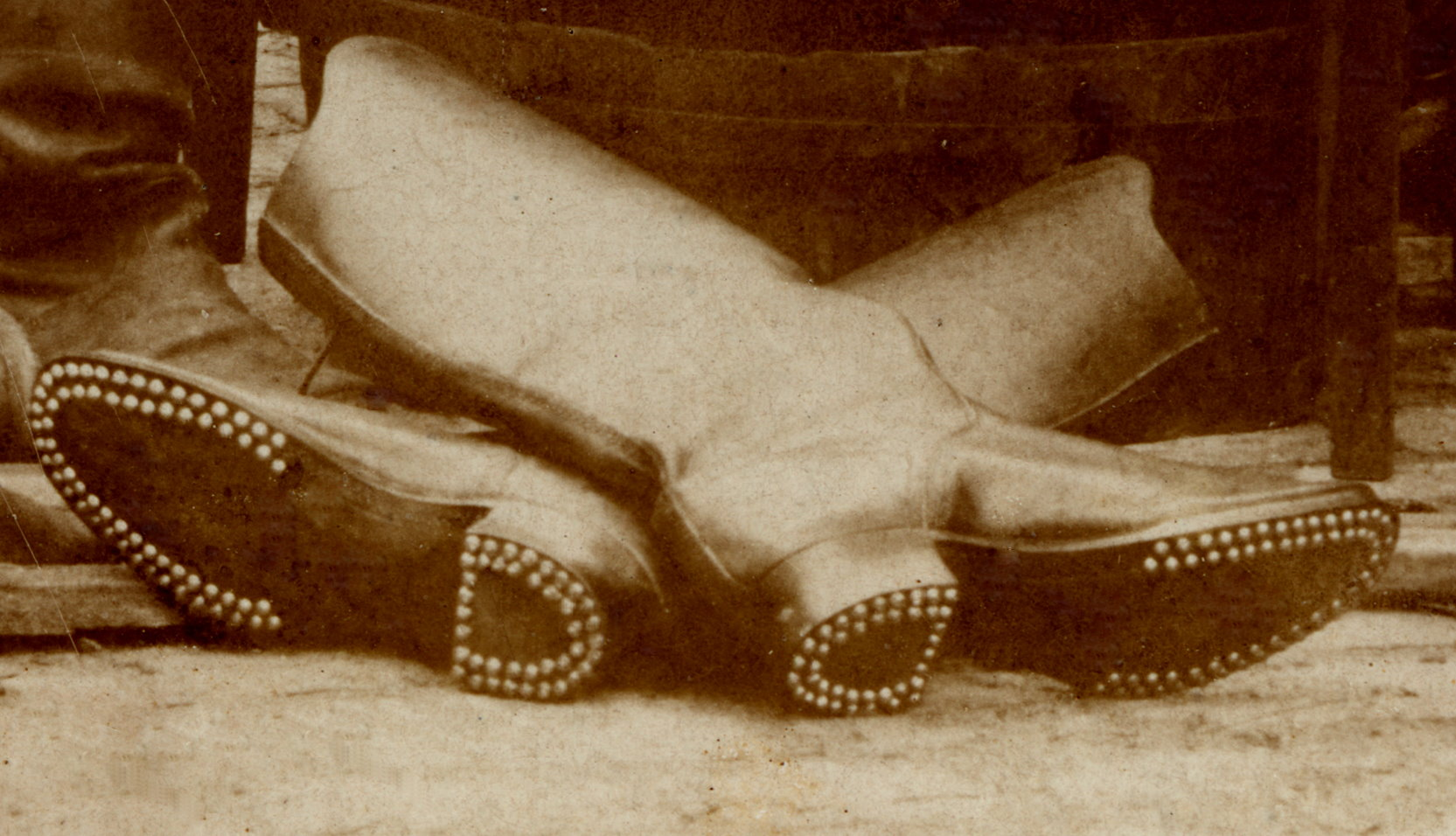
Durch abriebfeste Gummimaterialien überflüssig geworden: Ledersohlen mit Benagelung für erhöhte Haltbarkeit.

Gute Innensohlen sind grundsätzlich aus pflanzlich in der Grube gegerbtem Leder, weil dieses
- ein gutes Schuhklima ermöglicht und
- für einen stabilen Schuh sorgt (die Brandsohle ist das Rückgrat des Schuhs, an der Schaft und Laufsohle befestigt werden).

Mehrheitlich werden aber aus Kostengründen Innensohlen aus imprägnierter Pappe oder Kunststoffgeweben verbaut. Um dies zu verbergen, werden häufig zusätzliche Deckbrandsohlen aufgeklebt.
Zwischensohlen dienen meist der Dämpfung beziehungsweise dem Design und sind entweder aus synthetischem Material (zum Beispiel aus Ethylenvinylacetat), oder – bei Lederschuhen, oft aus Leder.

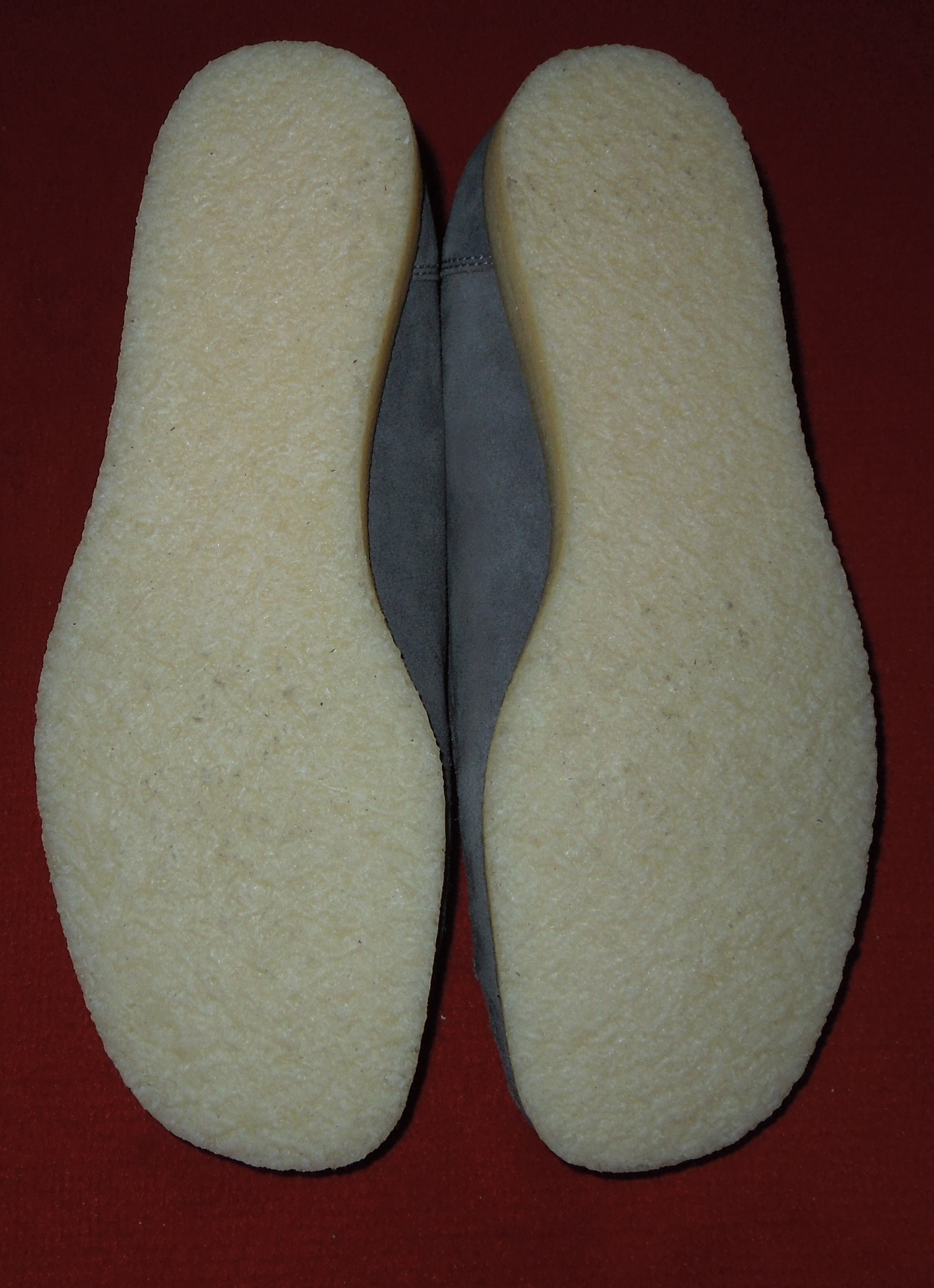
Kreppsohlen

An Laufsohlen werden meist folgende Anforderungen gestellt:
- Rutschsicherheit (= Sicherheit)
- Abriebfestigkeit (= Haltbarkeit)
- Durchstoßfestigkeit (= keine Verletzungen des Fußes)
- Wasserdichtigkeit (= Gesundheit und Komfort)

Einzelne Schuhmodelle können von diesen Anforderungen abweichen. Die Außensohle eines Tanzschuhs beispielsweise soll eine hohe Abriebfestigkeit bieten und gleichzeitig ein definiertes Rutschen auf dem Tanzboden erlauben. Die Wasserzügigkeit und -dichtigkeit spielt für diese Art von Schuhen keine Rolle. Oder zum Beispiel bei Plateausohlen ist das Gewicht des Sohlenmaterials sehr entscheidend. Je nach den jeweiligen Anforderungen (und dem Verkaufspreis der Schuhe) werden verschiedene Materialien in unterschiedlichen Qualitäten verarbeitet.
So sind Außensohlen zumeist aus Leder, Gummi, Kautschuk (auch als Naturlatex- oder Krepp- / Crepesohle bezeichnet) oder einer Mischung aus künstlichem Gummi mit Naturgummi oder Kunststoff gefertigt. Neben den am meisten verbreiteten und in sehr unterschiedlichen Qualitäten erhältlichen Gummi- und Ledersohlen werden bei bestimmten Schuhmodellen auch Holzsohlen, Korksohlen oder Sohlen, die zu Modezwecken aus ungewöhnlichen Materialien (z. B. Plexiglas) bestehen, verarbeitet.

## Bezeichnungen
- Langsohlen sind Sohlen, die von der Schuhspitze bis zur Ferse reichen.
- Halbsohlen sind Sohlen, die bis in das Sohlengelenk (knapp über die Ballenlinie hinaus) gehen.
- Schalensohlen werden mit einem hochstehenden Rand gefertigt (oft bei Wanderschuhen).
- Absatzsohlen sind Sohlen mit integriertem Absatz.
- Keilsohlen nehmen wie ein Keil vom Vorfuß bis zur Ferse an Stärke (Höhe) zu.
- Plateausohlen sind wesentlich dicker als gewöhnliche Sohlen.
- Gleitschutzsohlen sind dünne, nachträglich aufgebrachte Halbsohlen aus Gummi mit leichtem Profil.
- Profilsohlen bezeichnen Sohlen aus Gummi mit ausgeprägtem Profil (Arbeitsstiefel, Bergschuhe und so weiter)
- Unterschiedliche Materialien führen zu entsprechenden Benennungen (Kreppsohlen, Ledersohlen und so weiter)
- Unterschiedliche Profile führen zu eigenen Sohlentypen (Ridgewaysohle, Commandostylesohle, Golfsohle, Stollensohle, Dainitesohle und so weiter)

## Umweltaspekte
Der durch das Tragen von Schuhen hervorgerufene Abrieb von Schuhsohlen gilt als eine der größten Quellen für Mikroplastik. So entstehen für Deutschland je Person etwa 100 Gramm Abrieb pro Jahr.
In Sohlen integrierte Elektroteile, die z. B. für „Blinkschuhe“ oder zur Stromerzeugung verwendet werden, machen den Schuh bei der Entsorgung zu Elektronikschrott.

## Belege
1. ↑  Mikroplastik: Abrieb von Reifen und Schuhsohlen schadet der Umwelt. Badische Zeitung, 4. September 2018, abgerufen am 28. Juli 2019.
2. ↑  Mikroplastik im Meer – Ursachen, Folgen & Lösungen. www.careelite.de, 8. Februar 2019, abgerufen am 28. Juli 2019.
3. ↑  Solepower: Energie aus der Schuhsohle. ENSO Energie Sachsen Ost, 3. Juli 2015, abgerufen am 29. Juli 2019.
4. ↑  Neues Elektroschrottgesetz ab 15. August: Möbel & Schuhe können jetzt Elektroschrott sein. Antenne Thüringen, 15. August 2018, archiviert vom Original (nicht mehr online verfügbar) am 11. Dezember 2021; abgerufen am 29. Juli 2019.  Info: Der Archivlink wurde automatisch eingesetzt und noch nicht geprüft. Bitte prüfe Original- und Archivlink gemäß Anleitung und entferne dann diesen Hinweis.
5. ↑  Neue Abfall-Regeln: Dieser Müll darf ab Mittwoch nicht mehr in die schwarze Tonne. Derwesten.de, 15. August 2018, abgerufen am 29. Juli 2019.